# Vampyrellidae
Die Vampyrellidae sind eine im Jahr 2015 von der „Deutschen Gesellschaft für Protozoologie“ zum „Einzeller des Jahres“ gekürte Familie schalenloser Amöben aus dem Stamm der Cercozoa.

## Merkmale
Die Amöben dieser Familie besitzen fädige bis sich verschmälernde Pseudopodien mit einem feinkörnigen Cytoplasma. Die Pseudopodien sind selten untereinander vernetzt. Die Zellen sind ein- oder mehrkernig, das Cytoplasma ist häufig orange gefärbt. Nahrung aufnehmende Amöben wechseln mit Verdauungszysten ab.
Die Mitochondrien besitzen tubuläre Cristae. Dictyosomen kommen vor. Geißeln oder Centriolen sind nicht bekannt. Im Cytoplasma gibt es schraubige Gebilde, möglicherweise von Ribosomen. Während der Mitose bleibt die Kernhülle intakt, der Spindelapparat wird innerhalb des Zellkerns gebildet.

## Vorkommen und Lebensweise
Die Vampyrellidae kommen in Süß- und Salzwasser vor. Sie ernähren sich durch die Einverleibung des Zellinhalts von Algen und Pilzen, an den sie durch Perforation der Zellwände gelangen.

## Systematik
Über die Verwandtschaftsverhältnisse der Vampyrellidae ist noch recht wenig bekannt. Die wenigen molekulargenetisch untersuchten Arten bilden mit vielen unbeschriebenen Arten, die nur als DNA-Umweltproben bekannt sind, eine gemeinsame Klade, die die Schwestergruppe der Phytomyxea darstellt.
Zur Familie werden folgende Gattungen (mit ausgewählten Arten) gestellt:
- Vampyrella
  - Vampyrella lateritia
  - Vampyrella pendula
- Arachnula
  - Arachnula impatiens
- Platyreta
  - Platyreta germanica
- Lateromyxa
- Theratomyxa
- Gobiella
- Hyalodiscus
- Leptomyxa
- Vampyrelloides: die einzige in Meerwasser vorkommende Gattung, sie lebt auf Algen

## Belege
- David J. Patterson: The Diversity of Eukaryotes. The American Naturalist, Band 65, Supplement, 1999, S. 96–124.
- David Bass, Ema E.-Y.Chao, Sergey Nikolaev, Akinori Yabuki, Ken-ichiro Ishida, Cédric Berney, Ursula Pakzad, Claudia Wylezich, Thomas Cavalier-Smith: Phylogeny of Novel Naked Filose and Reticulose Cercozoa: Granofilosea cl.n. and Proteomyxidea Revised. Protist, 2008 doi:10.1016/j.protis.2008.07.002